# Kováts György
Tatai Kováts György (Tata, 1645 – ?) orvosdoktor.

## Élete
Apja nemes származású megyei táblabíró volt és fiát az orvosi tudományokra nevelte. Miután Debrecenben 1662-ben és a következő években a felsőbb osztályokat elvégezte, a gyakorlati ismeretek megszerzése végett Gögei Pál kaposi református lelkész és híres felső-magyarországi orvoshoz küldte; később ismereteinek bővítésére külföldi akadémiákra ment; 1669-ben Utrechtben tanult és 1670-ben Leidenben nyert orvosdoktori oklevelet.

## Munkái
- Hercules Vere Cognitus, Certus Exul, id est Epilepsiae Vera Dignotio ac Ejusdem Certa Curatio, Libris duobus comprehensa. Lugduni Batavorum, 1670. Online
- Disputtio Medica Inauguralis, De Podagra... Uo. 1670.
- Disputatio Medica de renum et vesicae calculo. Uo. 1670.

Üdvözlő verse van Varsányi Daniel, Compedium Analyticum... Franequerae, 1671. c. munkájában.